# Лејк Мак-Форест Хилс (Флорида)
Лејк Мак-Форест Хилс (енгл. Lake Mack-Forest Hills) насељено је место без административног статуса у америчкој савезној држави Флорида.

## Демографија
По попису из 2010. године број становника је 1.010, што је 21 (2,1%) становника више него 2000. године.
| Група             | 2000.       | 2010.       |
| Белци             | 922 (93,2%) | 941 (93,2%) |
| Афроамериканци    | 1 (0,1%)    | 6 (0,6%)    |
| Азијати           | 6 (0,6%)    | 2 (0,2%)    |
| Хиспаноамериканци | 44 (4,4%)   | 48 (4,8%)   |
| Укупно            | 989         | 1.010       |